# Cindy Burger (tennisster)
Cindy Burger (Purmerend, 25 november 1992) is een tennisspeelster uit Nederland. Zij begon met tennis toen zij vijf jaar oud was. Zij speelt rechtshandig en heeft een tweehandige backhand.

## Posities op deWTA-ranglijst
Positie per einde seizoen:
| jaar | rang enkelspel | rang dubbelspel |
| ---- | -------------- | --------------- |
| 2010 | 943            | –               |
| 2011 | 1034           | 992             |
| 2012 | 672            | –               |
| 2013 | 298            | 373             |
| 2014 | 224            | 328             |
| 2015 | 185            | 239             |
| 2016 | 134            | 180             |
| 2017 | 339            | 541             |
| 2018 | 318            | 488             |

## Palmares
| Legenda                 |
| ----------------------- |
| Grandslamtoernooi       |
| Olympische Spelen       |
| Year-End Championships  |
| Premier Mandatory       |
| Premier Five / WTA 1000 |
| Premier / WTA 500       |
| International / WTA 250 |
| Challenger / WTA 125    |

### WTA-finaleplaatsen enkelspel
geen

### WTA-finaleplaatsen dubbelspel
geen

### Gewonnen ITF-toernooien enkelspel
| nr. | finale     | toernooi  | dotatie  | ondergrond | tegenstandster in finale | score         |
| --- | ---------- | --------- | -------- | ---------- | ------------------------ | ------------- |
| 1.  | 2013-08-25 | Boekarest | $ 10.000 | gravel     | Cristina Adamescu        | 6-2, 6-3      |
| 2.  | 2014-06-29 | Périgueux | $ 25.000 | gravel     | Florencia Molinero       | 7-5, 6-1      |
| 3.  | 2018-04-22 | Chiasso   | $ 25.000 | gravel     | Raluca Șerban            | 6-7, 6-4, 6-3 |
| 4.  | 2019-08-04 | Knokke    | $ 15.000 | gravel     | Anastasia Pribylova      | 7-6, 3-6, 6-1 |
| 5.  | 2019-08-18 | Oldenzaal | $ 15.000 | gravel     | İpek Öz                  | 2-6, 6-1, 6-1 |

### Gewonnen ITF-toernooien dubbelspel
| nr. | finale     | toernooi            | dotatie  | ondergrond | partner        | tegenstandsters in finale         | score            |
| --- | ---------- | ------------------- | -------- | ---------- | -------------- | --------------------------------- | ---------------- |
| 1.  | 2013-03-24 | Gonesse             | $ 10.000 | gravel (i) | Daniela Seguel | Anne Schäfer Kateřina Vaňková     | 6-7, 6-3, [10-2] |
| 2.  | 2013-05-11 | Båstad              | $ 10.000 | gravel     | Milana Špremo  | Ysaline Bonaventure Maria Mokh    | 6-1, 6-4         |
| 3.  | 2013-09-08 | Alphen aan den Rijn | $ 25.000 | gravel     | Daniela Seguel | Demi Schuurs Eva Wacanno          | 6-4, 6-1         |
| 4.  | 2014-10-12 | Rock Hill           | $ 25.000 | hardcourt  | Sharon Fichman | Despina Papamichail Janina Toljan | 4-6, 6-1, [10-6] |
| 5.  | 2016-07-10 | Contrexéville       | $ 10.000 | gravel     | Laura Pous Tió | Nicole Melichar Renata Voráčová   | 6-1, 6-3         |
| 6.  | 2016-09-11 | Boedapest           | $ 10.000 | gravel     | Arantxa Rus    | Ágnes Bukta Jesika Malečková      | 6-1, 6-4         |